# Simon Handle
Simon Handle (Trostberg, 25 gennaio 1993) è un calciatore tedesco, centrocampista del Viktoria Colonia.

## Carriera
Dal 2012 al 2015 ha militato nel Grödig, dove ha giocato per due stagioni nella massima serie austriaca, facendo anche il suo esordio nelle coppe europee (4 presenze nei turni preliminari della UEFA Europa League 2014-2015); successivamente è tornato in patria, dove ha giocato con vari club tra la seconda e la quarta divisione.

## Statistiche

### Presenze e reti nei club
Statistiche aggiornate al 13 dicembre 2021.
| Stagione                | Squadra                 | Campionato              | Campionato | Campionato | Coppe nazionali | Coppe nazionali | Coppe nazionali | Coppe continentali | Coppe continentali | Coppe continentali | Altre coppe | Altre coppe | Altre coppe | Totale | Totale |
| Stagione                | Squadra                 | Comp                    | Pres       | Reti       | Comp            | Pres            | Reti            | Comp               | Pres               | Reti               | Comp        | Pres        | Reti        | Pres   | Reti   |
| ----------------------- | ----------------------- | ----------------------- | ---------- | ---------- | --------------- | --------------- | --------------- | ------------------ | ------------------ | ------------------ | ----------- | ----------- | ----------- | ------ | ------ |
| 2012-2013               | Grödig                  | 1L                      | 31         | 2          | CA              | 2               | 0               |                    | -                  | -                  |             | -           | -           | 33     | 2      |
| 2013-2014               | Grödig                  | BL                      | 15         | 0          | CA              | 1               | 0               |                    | -                  | -                  |             | -           | -           | 16     | 0      |
| 2014-2015               | Grödig                  | BL                      | 15         | 0          | CA              | 2               | 0               | UEL                | 4                  | 0                  |             | -           | -           | 21     | 0      |
| Totale Grödig           | Totale Grödig           | Totale Grödig           | 61         | 2          |                 | 5               | 0               |                    | 4                  | 0                  |             | -           | -           | 70     | 2      |
| 2015-2016               | Erzgebirge Aue          | 3L                      | 24         | 1          | CG              | 3               | 0               |                    | -                  | -                  |             | -           | -           | 27     | 1      |
| 2016-gen. 2017          | Erzgebirge Aue          | 2L                      | 3          | 0          | CG              | 0               | 0               |                    | -                  | -                  |             | -           | -           | 3      | 0      |
| Totale Erzgebirge Aue   | Totale Erzgebirge Aue   | Totale Erzgebirge Aue   | 27         | 1          |                 | 3               | 0               |                    | -                  | -                  |             | -           | -           | 30     | 1      |
| gen.-mag. 2017          | Elversberg              | RL                      | 13+1       | 1+0        |                 | -               | -               |                    | -                  | -                  |             | -           | -           | 14     | 1      |
| 2017-2018               | Viktoria Colonia        | RL                      | 29         | 13         |                 | -               | -               |                    | -                  | -                  |             | -           | -           | 29     | 13     |
| 2018-2019               | Viktoria Colonia        | RL                      | 11         | 0          |                 | -               | -               |                    | -                  | -                  |             | -           | -           | 11     | 0      |
| 2019-2020               | Viktoria Colonia        | 3L                      | 38         | 8          |                 | -               | -               |                    | -                  | -                  |             | -           | -           | 38     | 8      |
| 2020-2021               | Viktoria Colonia        | 3L                      | 31         | 2          |                 | -               | -               |                    | -                  | -                  |             | -           | -           | 31     | 2      |
| 2021-2022               | Viktoria Colonia        | 3L                      | 19         | 5          | CG              | 1               | 1               |                    | -                  | -                  |             | -           | -           | 20     | 6      |
| Totale Viktoria Colonia | Totale Viktoria Colonia | Totale Viktoria Colonia | 128        | 28         |                 | 1               | 1               |                    | -                  | -                  |             | -           | -           | 129    | 29     |
| Totale carriera         | Totale carriera         | Totale carriera         | 230        | 32         |                 | 14              | 2               |                    | 4                  | 0                  |             | -           | -           | 248    | 34     |

## Palmarès

### Club

#### Competizioni nazionali
- Campionato austriaco di seconda divisione: 1

Grödig: 2012-2013